# Akadamaerde

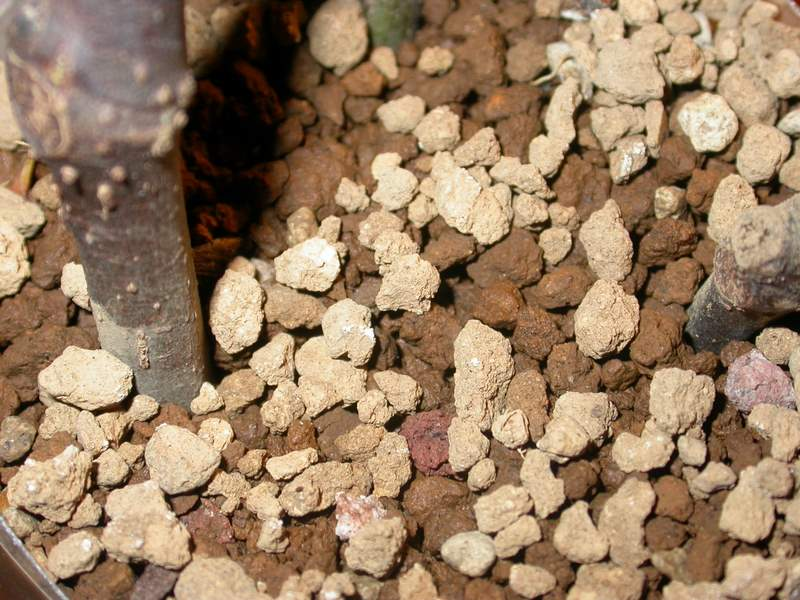
Teils feuchte Akadamaerde

Akadama-Erde (jap. 赤玉土, Akadamatsuchi, dt. „rote-Kugeln-Erde“) ist ein ein- oder mehrfach getrocknetes rein mineralisches Granulat ohne organische Bestandteile. Es wird aus Vulkanaschenlehm aus der japanischen Kantō-Region gewonnen.
Akadama ist mit einem pH-Wert von 5 bis 6 schwach sauer, kann durch seine Porosität Wasser speichern und hat durch die grobe Körnung eine hohe Luftdurchlässigkeit, da zwischen den Granulatpartikeln Raum verbleibt. Akadama ist in zwei Qualitätsstufen verfügbar: aus bei 600 bis 900 °C gebrannten Lehm hergestellte „harte Qualität“ (硬質, kōshitsu) und nicht gebrannte „hohe Qualität“ (上質, jōshitsu). Erstere wird für Bonsai verwendet und letztere für Schnittblumen.
Nachteilig für den Einsatz von nicht gebrannter Akadamaerde für Bonsais ist, dass diese bei Frosteinwirkung zu Lehm zerfällt, der wiederum weitgehend wasserundurchlässig ist. Dieses Verhalten kann zur Schädigung von Bonsais bis hin zum Ausfall führen, weshalb professionelle Bonsaigestalter auf andere – frostsichere – mineralische Substrate wie Bims, Lava, Zeolith, Blähton, Ziegelbruch und ähnliche Granulate zurückgreifen.